# Санкт-Петербургский женский медицинский институт
Санкт-Петербургский (Петроградский) женский медицинский институт (1897—1917) — частное женское медицинское высшее учебное заведение Российской империи.

## Предыстория
Попытки сделать медицинское образование доступным для женщин предпринимались в России с середины XIX в. Однако новый университетский устав 1863 г. закрыл доступ для женщин в университеты. 
В 1872 г. меценатка Лидия Шанявская пожертвовала 50 000 рублей на создание высших акушерских курсов при Санкт-петербургской медико-хирургической академии. впоследствии они были переименованы в Высшие женские врачебные курсы. Выпускницы курсов не получали полноценных дипломов и не могли открывать собственные практики. Медицинские курсы были закрыты в 1881 году, и единственной возможностью получить медицинское образование для женщин снова оказались иностранные университеты. В 1889—90 гг. на медицинском факультете Парижского университета 92 из 123 студенток были русскими.
На то, чтобы заново отвоевать право на медицинское образование, ушло ещё двенадцать лет. За открытие Женского медицинского института боролись женщины-врачи, выпускницы и профессора медицинских курсов и деятельницы женского движения, такие как Анна Философова и Анна Энгельгардт. Они подавали петиции, писали в прессу, собирали средства по всей стране. Меценатка Лидия Шанявская пожертвовала значительные деньги на открытие нового института — 700 000 рублей. Некоторые профессора-медики жертвовали свои гонорары в фонд будущего института, Сергей Боткин завещал 20 000 рублей, деньги жертвовали студенты-медики и просто сочувствующие люди. 
Лидия Шанявская даже уговорила Константина Победоносцева, известного противника женского образования, не участвовать в голосовании Государственного совета по поводу Женского медицинского института. 

## Открытие института
Положение о Санкт-Петербургском женском медицинском институте было утверждено 1 (13) июня 1895 года. В этом положении (§ 20) было указано, что ученицы, «окончившие 8 классов женской классической гимназии и следовательно получившие аттестат зрелости, принимаются в институт без испытания». Открытие института состоялось 14 (26) сентября 1897 года. Он стал первым в России и в Европе учебным заведением, в котором женщины могли получить высшее медицинское образование. 
Институт расположился в доме № 6 по Архиерейской улице, специально для него построенном. Впоследствии здание Медицинского института было признано объектом культурного наследия России и памятником истории регионального значения. Отдельно были построены здание для анатомического института и общежитие для студенток, рассчитанное на 120 человек. Городская дума предоставила для клинического образования студенток Петропавловскую больницу, находившуюся рядом с институтом. 

### Финансирование института

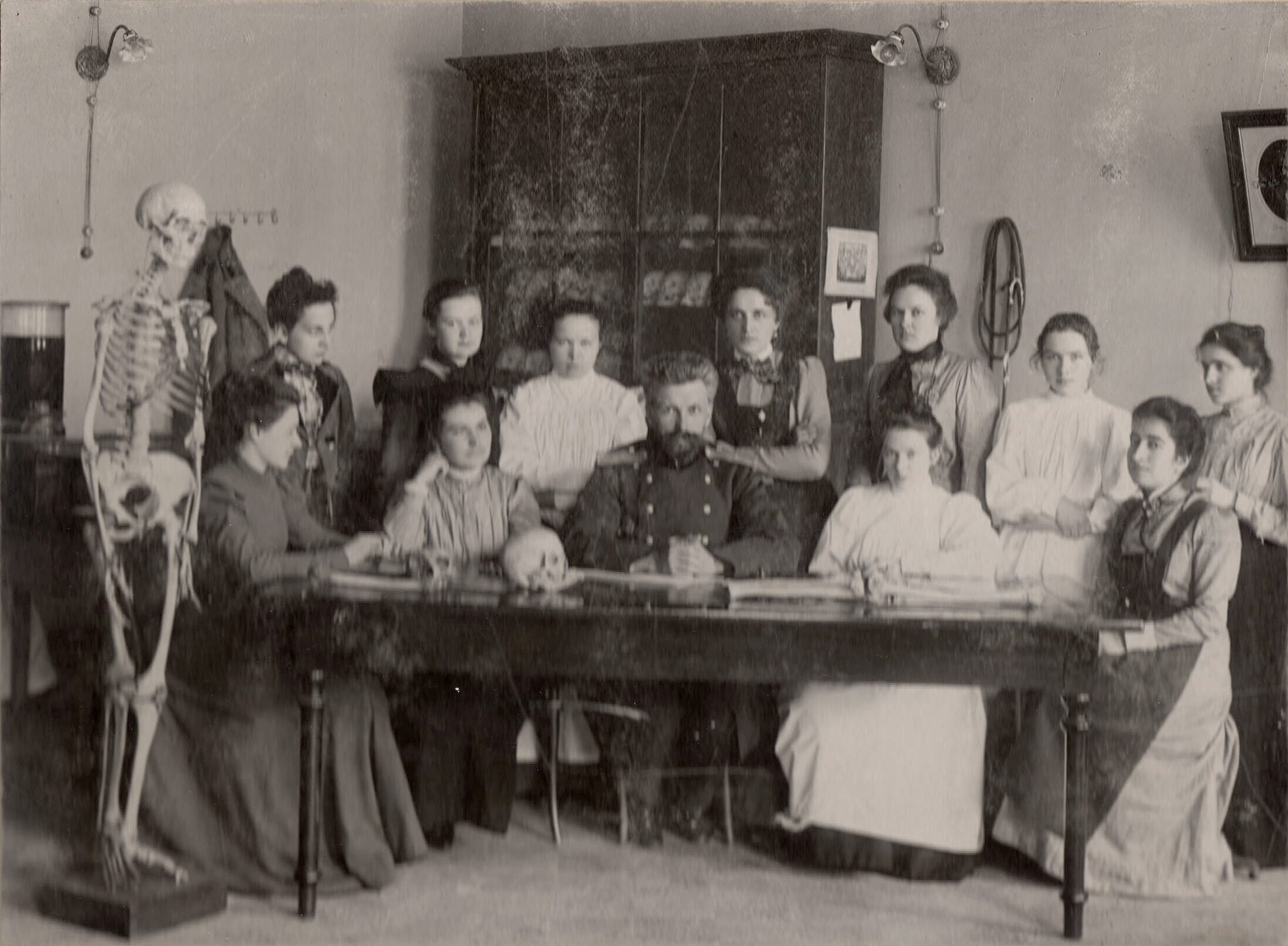
Учащиеся Женского медицинского института

Институт существовал на частные средства. Для поиска финансирования было основано Общество для усиления средств женского медицинского института под руководством баронессы Варвары Икскуль. В финансировании института приняла участие его выпускница, представительница семьи Нобелей — Марта Людвиговна Нобель-Олейникова.

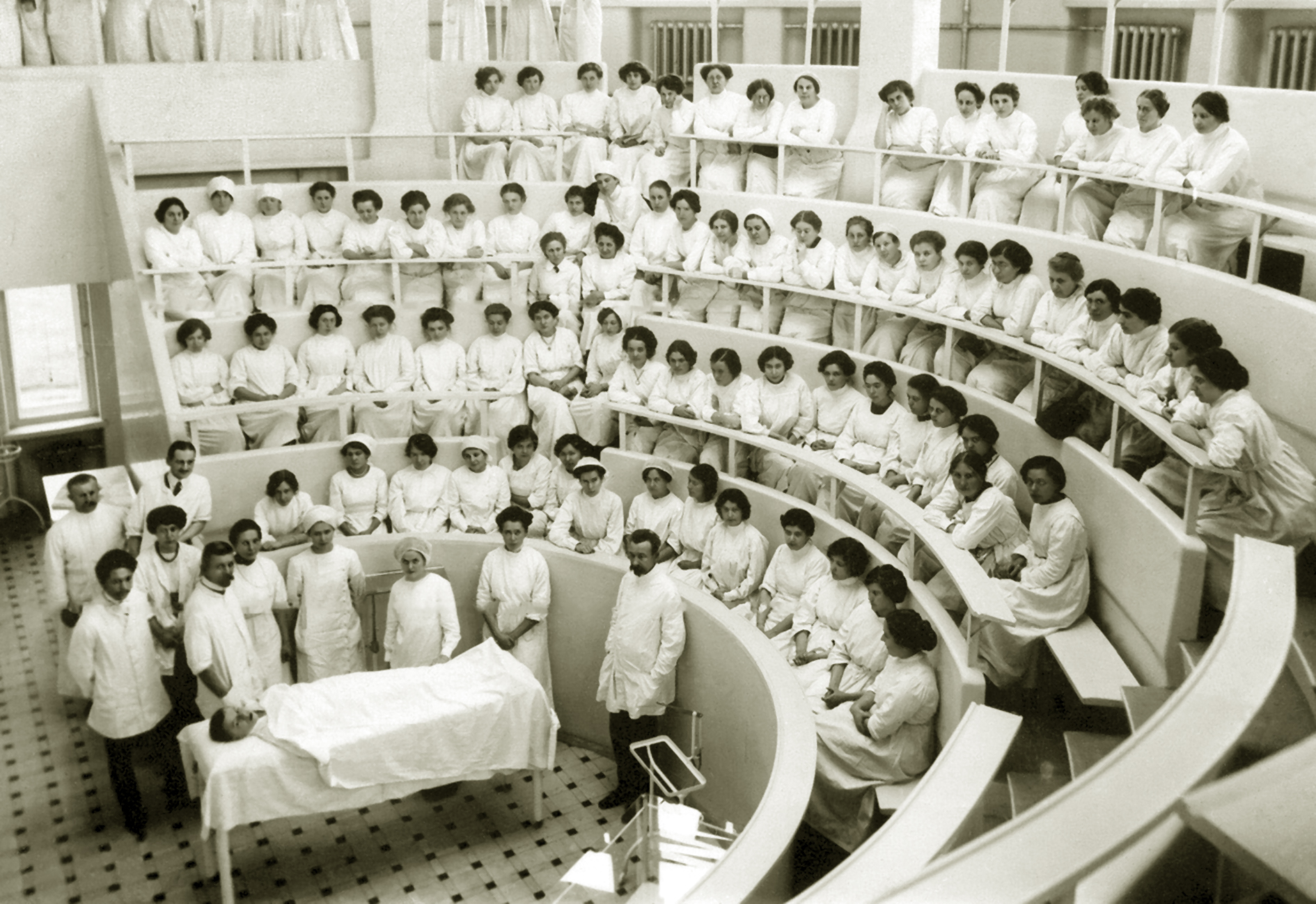
Лекция по педиатрии. Кафедра профессора Д. А. Соколова, 1912 год.

Нехватка средств была постоянной проблемой. В 1898/99 учебном году дефицит институтского бюджета составил 3000 рублей, а в 1901/1902 — уже 25 000 рублей. Жалование профессоров института также было очень небольшим по сравнению с другими учебными заведениями. 
Одним из источников финансирования были земства. Испытывая острый недостаток в квалифицированных врачах, они готовы были оплачивать обучение студенток. Так, Черниговское земство пообещало выделить 500 рублей Медицинскому институту взамен на обязательство одной или нескольких студенток — уроженок Чернигова отслужить в земстве на протяжении не менее 4-х лет. 

### Правила приёма и обучения
В слушательницы института принимались женщины в возрасте 20—35 лет, получившие среднее образование и выдержавшие экзамен по латинскому языку; от экзамена освобождались лица, имеющие аттестаты зрелости или окончившие высшие женские курсы и выдержавшие там экзамен по латинскому языку. В институте могли учиться только женщины христианского исповедания. Плата за обучения была утверждена государством и оказалась достаточно высокой: 100 рублей в год. Учебная программа соответствовала программе медицинских факультетов мужских учебных заведений. Курс обучения длился 5 лет. Зачёты и экзамены также проводились по правилам медицинских факультетов. Окончившим курс выдавался диплом на звание женщины-врача («врача женщин и детей»), предоставлявший им:
1. Право повсеместной частной практики,
2. Право занимать (без прав государственной службы) должности врачей при женских учебных и богоугодных заведениях, женских и детских больницах, при общинах сестёр милосердия и врачебно-полицейских учреждениях,
3. Право заведовать земскими медицинскими участками и сельскими больницами, а в городах — женскими и детскими больницами и отделениями при общих больницах,
4. Право выступать помощницами судебных врачей при судебно-медицинском освидетельствовании женщин и детей.

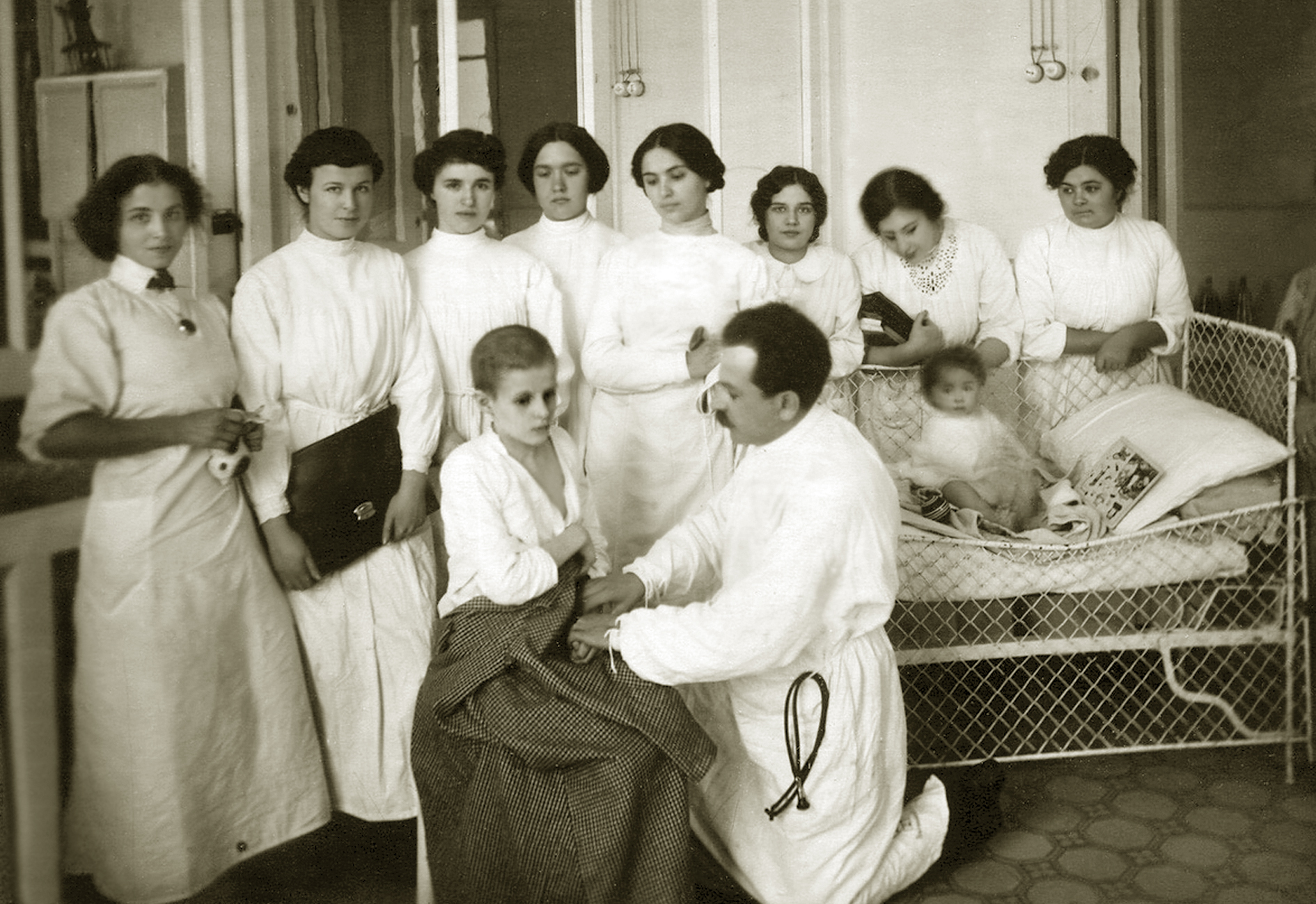
Занятие по педиатрии. Кафедра профессора Д. А. Соколова, 1914 г.

В 1904 году Институт был взят под контроль Министерства просвещения и перешёл на содержание государства. Студентки получили право работать наравне с мужчинами в любых медицинских учреждениях и получать учёные степени в области медицины. Ограничения по вероисповеданию были отменены, за исключением стандартной трёхпроцентной квоты для студенток-иудеек.
Было утверждено новое положение об институте, значительно увеличившее его учебные и материальные средства и сравнявшее его с медицинскими факультетами в университетах. Общее число кафедр — 32. В слушательницы принимались девушки в возрасте 19—28 лет, получившие среднее образование и выдержавшие дополнительный экзамен из некоторых предметов учебного курса мужских гимназий. Окончившие курс с выдающимся успехом могли быть оставлены при институте и назначены сверхштатными ассистентами к профессорам. Выпускницы института получали диплом на звание лекаря, со всеми правами на медицинскую деятельность, кроме прав на чинопроизводство. Институту было позволено принимать экзамены и выдавать дипломы на степень доктора медицины. Лицам, окончившим курс института или выдержавшим соответствующее испытание, было дано право приобретать учёные медицинские степени при университетах и военно-медицинской академии. Женщины, имевшие заграничные докторские дипломы и удовлетворяющие условиям поступления в институт, были освобождены от необходимости запрашивать разрешение министра на допуск к экзаменам на звание лекаря.
Первый выпуск в институте состоялся в ноябре 1902 года. К началу 1905 года в институте обучалось 1500 человек.
В числе преподавателей института были: Пётр Альбицкий, Владимир Бехтерев, Роман Вреден, Николай Ивановский, Сергей Кульнев, Александр Левин, Виктор Недригайлов, Николай Рачинский, Дмитрий Соколов, Александр Таубер, Владимир Тиле, Владимир Тонков, Юлий Трейберг, Виктор Фаусек, Николай Феноменов, Григорий Хлопин, Израиль Шабад.
Директора института:
- 1897—1899 — Василий фон Анреп
- 1899—1905 — Дмитрий Отт
- 1905—1911 — Сергей Салазкин — был отстранён от должности за сочувствие студенческому движению и выслан из столицы.
- 1911—1920 — Борис Верховский

В 1918 году Женский медицинский институт был преобразован в I-й Петроградский медицинский институт.